# Region Za Moravú
Region Za Moravú je svazek obcí v okresu Uherské Hradiště, jeho sídlem jsou Mistřice a jeho cílem je rozvoj regionu. Sdružuje celkem 10 obcí a byl založen v roce 2001.

## Obce sdružené v mikroregionu
- Bílovice
- Březolupy
- Částkov
- Kněžpole
- Mistřice
- Nedachlebice
- Pašovice
- Svárov
- Topolná
- Zlámanec